# Брыкин Бор
Брыкин Бор — посёлок в Лакашинском сельском поселение Спасского муниципального района Рязанской области.

## География
Посёлок расположен в 45 км к северо-востоку от районного центра на правом берегу реки Пра. Ближайший населённый пункт — деревня Папушево к югу.

## Население
| 2010 |
| ---- |
| 185  |

## Транспорт и связь
К посёлку с юга подходит асфальтированная дорога, связывающая его с районным центром. Имеется регулярное автобусное сообщение.
Посёлок обслуживает сельское отделение почтовой связи Лакаш (индекс 391072).

## История
Поблизости от посёлка обнаружены городище Городецкой культуры и древнеславянское городище XI века.
В конце XIX века на месте посёлка располагался стекольный завод помещика Ф. А. Беклемишева. В 1901 г. был построен новый крупный зеркальный завод Русско-Бельгийского общества, при котором возник посёлок Брыкин Бор, относившийся к Городковической волости Спасского уезда. Население посёлка достигало 2-3 тысяч человек. Однако, завод работал недолго и в 1903 г. был закрыт по договоренности с владельцами конкурирующего стекольного завода в Екатеринославе, выплатившими компенсацию. Большинство работников завода разъехалось. В 1905 году в посёлке было 38 жителей.
10 февраля 1935 года был основан Окский заповедник, центральная усадьба которого разместилась в посёлке.
- Руины стекольного завода.
- Сохранившиеся арочные тоннели.

## Достопримечательности
В посёлке находится центральная усадьба Окского биосферного заповедника. В бывшем шлифовальном цехе зеркального завода расположен Музей Природы Окского заповедника. Имеется журавлиный и зубровый питомники.